# Talisca
Anderson Souza Conceição (sinh ngày 1 tháng 2 năm 1994), còn được gọi là Anderson Talisca hay Talisca, là một cầu thủ bóng đá người Brasil hiện thi đấu cho ở vị trí tiền vệ tấn công hoặc tiền đạo cho câu lạc bộ  Fenerbahçe tại Giải bóng đá vô địch quốc gia Thổ Nhĩ Kỳ và Đội tuyển bóng đá quốc gia Brasil.

## Sự nghiệp quốc tế
Vào ngày 11 tháng 11 năm 2014, Talisca được Dunga triệu tập vào Đội tuyển quốc gia Brasil để thay thế Lucas Moura trong các trận đấu quốc tế với Thổ Nhĩ Kỳ và Áo.
Anh lại được huấn luyện viên Tite triệu tập vào tháng 3 năm 2018 để tham gia các trận giao hữu trên sân khách với Nga và Đức. Tuy nhiên, anh vẫn chưa có trận ra mắt đội một.

## Phong cách thi đấu
Anh ấy được đặt biệt danh là "Yaya Talisca" liên quan đến tiền vệ người Bờ Biển Ngà Yaya Touré, nhưng lối chơi của anh dựa trên lối chơi của cầu thủ đồng hương Neymar. Anh cũng đã được so sánh với cầu thủ đồng hương Brasil Rivaldo. Sau khi gia nhập câu lạc bộ Al-Nassr của Ả Rập Xê Út, anh được đặt biệt danh là "Nhạc sĩ" (الموسيقار).

## Danh hiệu
Bahia
- Campeonato Baiano: 2014

Benfica
- Primeira Liga: 2014–15, 2015–16
- Taça da Liga: 2014–15, 2015–16
- Supertaça Cândido de Oliveira: 2014

Beşiktaş
- Süper Lig: 2016–17

Quảng Châu Hằng Đại
- Chinese Super League: 2019

Al Nassr
- Arab Club Champions Cup: 2023

U-20 Brazil
- Toulon Tournament: 2013

Cá nhân
- Cầu thủ xuất sắc nhất tháng của SJPF: Tháng 8/Tháng 9 năm 2014[8]
- Taça da Liga Top Scorer: 2015–16 (shared)[9]
- UEFA Champions League Breakthrough XI: 2017[10]